# Vejle
Vejle (kiejtése: [ˈvaile]) város Dániában. Az azonos nevű Vejle község és Syddanmark régió székhelye.

## Földrajz
A festői fekvésű település délkelet-Jyllandon, a Velje-fjordnál található. Mivel Dánia legmagasabb pontja alig haladja meg a 170 méteres magasságot, a várost északról és délről körülvevő erdős dombok ritkaságszámba mennek.

## Történelem

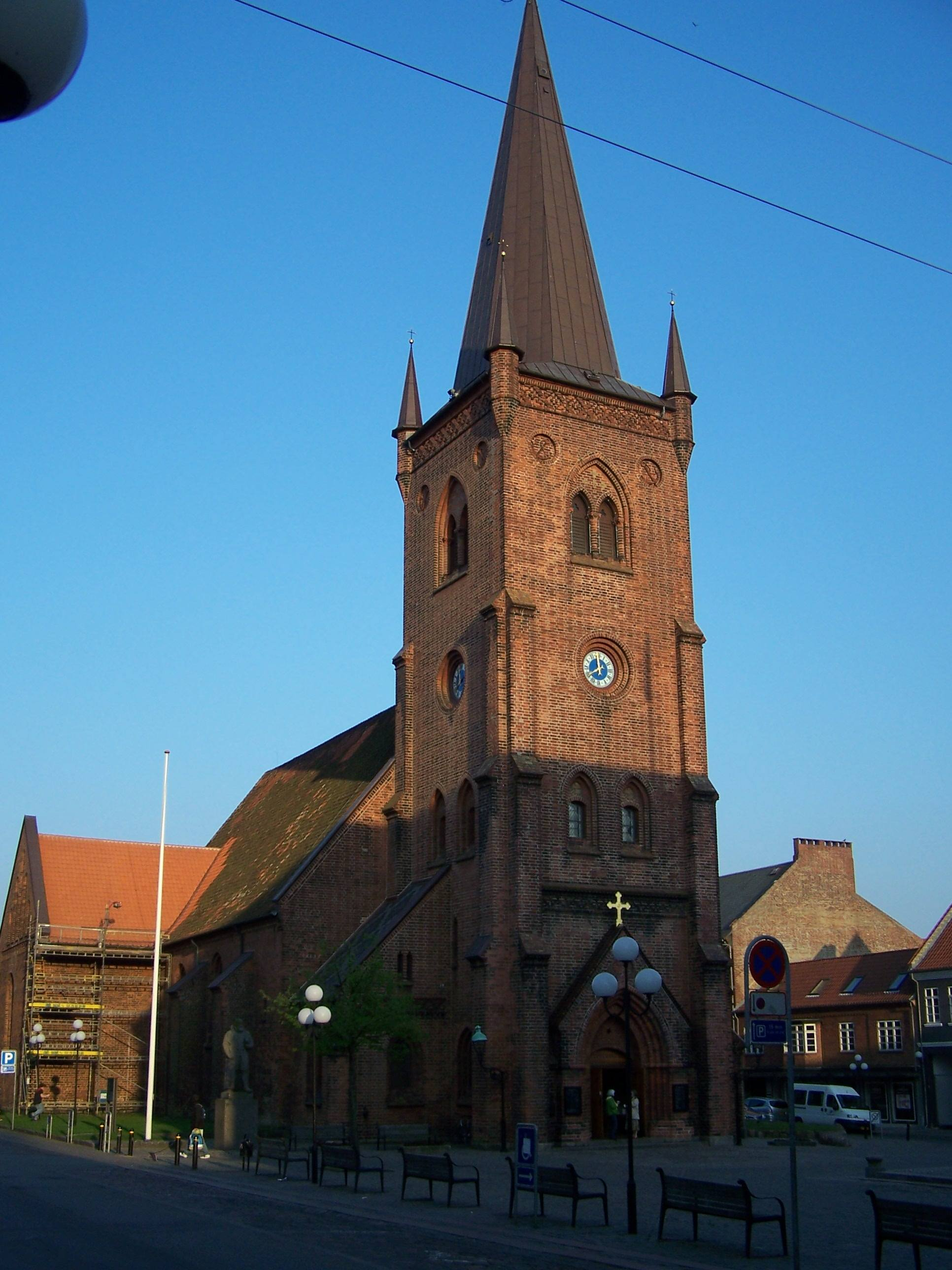
A Szent Miklós-templom

Vejle eredetileg egy apró szigeten épült fel; jelentőségét gázlójának köszönheti. Első írásos említése 1256-ból származik. A Szent Miklós-templom, amely ma a város legrégebbi épülete, a 13. század közepéről származik.
A 16. és 17. században – sok más dán vásárvároshoz hasonlóan – jelentős fellendülést élt meg, ami főként az ökörkivitelre támaszkodott. Az 1584-es pestis olyannyira megtizedelte a település lakosságát, hogy csak a 19. század elején érte el újra a járvány előtti népességszámot. 1796-ban az akkor létrehozott Vejle megye székhelye lett.
A betelepülő ipart a fjordot tápláló két sebes folyású folyó látta el energiával. A legnagyobb foglalkoztató a textilipar volt. A régi kikötő a nagyobb merülésű hajókat nem tudta fogadni, ezért 1826-ra megépült a város új kikötője. Az első vasútvonal 1868-ban nyílt meg. A lakosságszám gyorsan nőtt: 1850-ben 3300-an, 1900-ban már 14 600-an lakták a várost. A 19. századtól kezdve a fém- és textilipar vált dominánssá. A Vejle-fjord fölött átívelő hidat 1980-ban adták át.

## Turizmus
- Szélmalom, a település szimbóluma
- Szent Miklós-templom: a 13. század közepén épült
- Régi városháza: az 1878-1879 között épült a belvárosban, a sétálóutcánál